# Ezequiel Arriola
Ezequiel Gerardo Arriola es un exfutbolista argentino que se desempeñaba como volante por izquierda y también funcionaba como delantero. Se destacaba por su velocidad y por sus actuaciones como volante.

## Trayectoria
Jugador cordobés que comenzó su carrera de futbolista en el Club Atlético Belgrano en Argentina. Con una aceptable demostración de juego se fue ganando la titularidad en el equipo de Córdoba y además consiguiendo un ascenso a primera división en el año 2006. Luego de su paso por la máxima categoría, en el 2008 jugó media temporada en el Club Atlético Tucumán, equipo con el cual consiguió su segundo ascenso a la primera. Pasó media temporada en All Boys, lo propio en General Paz Juniors y es traspasado al fútbol extranjero, más precisamente en Chile, para militar en el Naval de la Primera B de ese país. Retornó a jugar al fútbol Argentino, para jugar en el club Centro Juventud Antoniana. Luego pasó a San Telmo. En la temporada 2012-2013 jugó en el Club Atlético Tiro Federal Argentino. Actualmente se encuentra jugando en {Club Atlético Aeronáutico Biblioteca y Mutual Sarmiento]. 
Es muy recordado por el hincha de Belgrano por convertir un gol con la rodilla en el clásico cordobés para triunfo de su equipo.

## Clubes
| Club                      | País      | Año       |
| ------------------------- | --------- | --------- |
| Belgrano                  | Argentina | 2004-2008 |
| Atlético Tucumán          | Argentina | 2008      |
| All Boys                  | Argentina | 2009      |
| General Paz Juniors       | Argentina | 2009      |
| Naval                     | Chile     | 2010      |
| Juventud Antoniana        | Argentina | 2011      |
| San Telmo                 | Argentina | 2011-2012 |
| Tiro Federal              | Argentina | 2012-2013 |
| Sarmiento (Leonés)        | Argentina | 2013-2014 |
| Bajo Palermo FC (Córdoba) | Argentina | 2017-2023 |

## Palmarés
| Título                     | Club             | País      | Temporada |
| -------------------------- | ---------------- | --------- | --------- |
| Ascenso a Primera División | Belgrano         | Argentina | 2006      |
| Ascenso a Primera División | Atlético Tucumán | Argentina | 2008      |